# يزيد بن عبد الله بن الشخير
يزيد بن عبد الله بن الشخير العامري البصري تابعي ثقة من أهل البصرة، وأحد رواة الحديث النبوي.

## نسبه
يزيد بن عبد الله بن الشخير العامري الحرشي البصري، كنيته أبو العلاء.

## سیرته
ينتمي أبو العلاء يزيد بن عبد الله بن الشخير إلى بني ربيعة بن عامر بن صعصعة، وله ولأبيه عبد الله بن الشخير صُحبة، وأخويه مطرف وهانئ في عداد التابعين،وهو أصغر من اخيه مطرف بعشر سنين.

## روايته للحديث النبوي
روى هشيم عن يونس بن عبيد، عن يزيد بن عبد الله بن الشخير- قال: وأظنه قد رأى النبي- قال: إن الله يبتلي العبد فيما أعطاه، فإن رضي بما قسم له بارك له فيه، وإن لم يرض بما أعطاه لم يبارك له ولم يسعه.